# 12607 Алкеус
12607 Алкеус (2058 P-L, 1993 FB28, 12607 Alcaeus) — астероїд головного поясу.
Тіссеранів параметр щодо Юпітера — 3,387.